# Waldquelle (Mineralwasser)
Waldquelle ist eine österreichische Mineralwassermarke des gleichnamigen Unternehmens Waldquelle Kobersdorf Ges.m.b.H. mit Sitz im burgenländischen Kobersdorf. Seit 2008 gehört Waldquelle Mineralwasser zu Mattoni, die sich ihrerseits in Besitz der italienischen Unternehmerfamilie Pasquale befindet.

## Quelle
Der Ursprung des natürlichen Mineralwassers Waldquelle liegt am Fuße des Paulibergs im Mittelburgenland im Gemeindegebiet von Kobersdorf. Beim Pauliberg handelt es sich um den jüngsten der erloschenen Vulkane Österreichs.
Die Mineralquellen von Waldquelle liegen auf der Thermenlinie. Im Jahr 2020 umfasste Waldquelle Mineralwasser sieben erschlossene Quellen.
Der ursprüngliche Abfüllort von Waldquelle befand sich im sogenannten „Waldsauerbrunn“. Heute wird Waldquelle am Firmengelände außerhalb des Ortsgebiets von Kobersdorf abgefüllt und vertrieben.

## Geschichte
Waldquelle wurde im Jahr 1830 erstmals registriert und befand sich ursprünglich im Besitz der Fürstenfamilie Esterházy. Anfang des 20. Jahrhunderts schloss ein Wiener Ingenieur einen Pachtvertrag mit der Familie Esterházy ab und legte damit den Grundstein des Unternehmens Waldquelle. Die Inbetriebnahme des ersten Abfüllortes von Waldquelle erfolgte 1912 und befand sich im Wald ca. 5 km außerhalb von Kobersdorf. Durch die holprigen Straßen zerbrachen viele Glasflaschen und das Transportproblem führte zu hohen Verlusten. 1958 wurde das Unternehmen von Familie Hohl übernommen. Diese investierte in Maschinen und die Abfüllhalle und weitete den Versand im Burgenland auf Niederösterreich und Oberösterreich aus. Auch eine österreichische Fluglinie wurde mit kleinen Flaschen beliefert. Aufgrund hoher Umweltauflagen und schlechten Transportwegen rentierte sich die Abfüllung von Waldquelle im Waldsauerbrunn nicht mehr. 1986 wurde auf einem 20.000 Quadratmeter großem Grundstück in Kobersdorf ein neuer Abfüllbetrieb errichtet. Dieser bietet günstige Verkehrsanbindungen und eine moderne Ausstattung.
Seit 2008 befindet sich das Unternehmen im Besitz der italienisch-schweizerischen Industriellenfamilie Pasquale. Vertrieben wird das natürliche Mineralwasser von der Waldquelle Kobersdorf Ges.m.b.H österreichweit über den Lebensmittelhandel. Zu Waldquelle gehören auch die Marken Traubisoda sowie Magnesia. Im Geschäftsjahr 2015 erreichte das Unternehmen einen Absatz von 183 Millionen Litern und ist damit nach eigenen Angaben der zweitstärkste Mineralwasserabfüller in Österreich. Das Unternehmen beschäftigt rund 80 Mitarbeiter – ein Großteil davon stammt aus der Region des Mittelburgenlandes (Stand: 2016).
Seit 2018 findet alljährlich der sogenannte Waldquelle-Familienwandertag rund um Kobersdorf statt. Bereits seit Jahrzehnten unterstützt Waldquelle den 1925 gegründeten ASKÖ Kobersdorf, der seit 2003 den Sponsornamen Waldquelle sogar in seinem Vereinsnamen und -wappen trägt.
Seit 2022 füllt Waldquelle auch für Pepsi in Österreich ab. 2020 hatte Waldquelle 160 Millionen Liter Mineralwasser abgefüllt; durch Kooperation mit Pepsi sollten weitere rund 20 Millionen Liter Abfüllmenge dazukommen. Hinter Vöslauer liegt Waldquelle am österreichischen Mineralwassermarkt auf dem zweiten Platz und hatte 2019 einen Marktanteil von rund 13 %.
Im Jänner 2023 trat Monika Fiala nach fünf Jahren als Gesicht und Mastermind von Waldquelle zurück und übergab ihr Amt an Vítězslav Staněk.

## Chemische Zusammensetzung

### Kationen
- Calcium: 85,5 mg/l
- Kalium: 2,7 mg/l
- Magnesium: 15,0 mg/l
- Natrium: 16,5 mg/l

### Anionen
- Chlorid: 7 mg/l
- Hydrogencarbonat: 299 mg/l
- Sulfat: 23,6 mg/l

## Produkte

### Waldquelle Mineralwasser
- Waldquelle spritzig (6,3 g CO2/l) (1-Liter-Mehrweg-Glasflasche, 0,5-Liter-PET-Flasche, 1,5-Liter-PET-Flasche)
- Waldquelle sanft (4,5 g CO2/l) (1-Liter-Mehrweg-Glasflasche, 0,5-Liter-PET-Flasche, 1,5-Liter-PET-Flasche)
- Waldquelle still (ohne CO2) (1-Liter-Mehrweg-Glasflasche, 0,5-Liter-PET-Flasche, 1,5-Liter-PET-Flasche)

### Waldquelle Frucht (alte und neue Sorten)
Waldquelle Frucht ist seit 2010 im heimischen Near-Water-Markt vertreten und ist laut einer Ausschreibung von März 2016 mit 17,4 % Marktanteil wiederholter Wachstumssieger im Regal.
- Apfel-Melisse[11] (sanft; 0,5-Liter-PET-Flasche, 1-Liter-PET-Flasche; bis 2016 vertrieben)
- Birne & Holunder[13] (sanft; 0,5-Liter-PET-Flasche, 1-Liter-PET-Flasche)
- Waldbeeren[13] (sanft; 0,5-Liter-PET-Flasche, 1-Liter-PET-Flasche)
- Himbeere[13] (sanft; 0,5-Liter-PET-Flasche, 1-Liter-PET-Flasche)
- Roter Apfel[11] (sanft; 0,5-Liter-PET-Flasche, 1-Liter-PET-Flasche)
- Pfirsich & Malve[11] (sanft; 0,5-Liter-PET-Flasche, 1-Liter-PET-Flasche)
- Heidelbeere & Veilchen[11] (sanft; 0,5-Liter-PET-Flasche, 1-Liter-PET-Flasche)
- Weiße Traube[11] (sanft; 0,5-Liter-PET-Flasche, 1-Liter-PET-Flasche)
- Zitrone naturtrüb (sanft; 0,5-Liter-PET-Flasche, 1-Liter-PET-Flasche; ab 2015 vertrieben)
- Grapefruit naturtrüb[11] (sanft; 0,5-Liter-PET-Flasche, 1-Liter-PET-Flasche; ab 2015 vertrieben)
- Orange naturtrüb[11] (sanft; 0,5-Liter-PET-Flasche, 1-Liter-PET-Flasche; ab 2016 vertrieben)
- Erdbeere & Himbeere (still; 0,5-Liter-PET-Flasche, 1-Liter-PET-Flasche)
- Erdbeere & Minze[13]
- Mirabelle-Apfel-Zitrone (still; 0,5-Liter-PET-Flasche)

### Waldquelle Innovation 2020
- Zitrus-Mix[14] (spritzig; 1-Liter-Mehrweg-Glasflasche, 0,5-Liter-PET-Flasche, 1-Liter-PET-Flasche, 1,5-Liter-PET-Flasche)
- Orangen-Beeren-Mix[14] (spritzig; 0,5-Liter-PET-Flasche, 1-Liter-PET-Flasche)
- Grapefruit-Limette-Himbeere (spritzig; 0,5-Liter-PET-Flasche, 1-Liter-PET-Flasche)

### Waldquelle vital*, happy*, immun*
Waldquelle vital*
- Birne & Aronia (0,33-Liter-Dose; ab 2023 vertrieben)[15][16]

Waldquelle happy*
- Pfirsich & Holunderblüte (0,33-Liter-Dose; ab 2023 vertrieben)[15][16]

Waldquelle immun*
- Apfel & Stachelbeere (grüne Dose; 0,5-Liter-Dose; ab 2022 vertrieben)[17]
- Apfel & Ribisel (gelbe Dose; 0,5-Liter-Dose; ab 2022 vertrieben)[17]
- Apfel & Himbeere (rote Dose; 0,33-Liter-Dose (ab 2023),[15] 0,5-Liter-Dose; ab 2022 vertrieben)[17]